# Дејтона Бич Шорс (Флорида)
Дејтона Бич Шорс (енгл. Daytona Beach Shores) град је у америчкој савезној држави Флорида. По попису становништва из 2010. у њему је живело 4.247 становника.

## Демографија
Према попису становништва из 2010. у граду је живело 4.247 становника, што је 52 (1,2%) становника мање него 2000. године.
| Група             | 2000.         | 2010.         |
| Белци             | 4.112 (95,7%) | 3.935 (92,7%) |
| Афроамериканци    | 25 (0,6%)     | 35 (0,8%)     |
| Азијати           | 74 (1,7%)     | 92 (2,2%)     |
| Хиспаноамериканци | 46 (1,1%)     | 109 (2,6%)    |
| Укупно            | 4.299         | 4.247         |